# ستنتونبوري (باكينجهامشير)
ستنتونبوري (بالإنجليزية: Stantonbury)‏ هي قرية و أبرشية مدنية تقع في المملكة المتحدة في باكينجهامشير.  يقدر عدد سكانها بـ 10,084 نسمة .